# Nassarius hansenae
Nassarius hansenae is een slakkensoort uit de familie van de Nassariidae. De wetenschappelijke naam van de soort is voor het eerst geldig gepubliceerd in 1996 door Kool.